# نوریس کول
نوریس کول (انگلیسی: Norris Cole (basketball)؛ زادهٔ ۱۳ اکتبر ۱۹۸۸) یک بازیکن بسکتبال اهل ایالات متحده آمریکا است.
از باشگاه‌هایی که در آن بازی کرده‌است می‌توان به میامی هیت اشاره کرد.